# Маганевка
Мага́невка (рос. Маганевка, башк. Маганевка) — присілок у складі Федоровського району Башкортостану, Росія. Входить до складу Федоровської сільської ради.
Населення — 3 особи (2010; 30 в 2002).
Національний склад:
- чуваші — 93%